# Novo Repartimento
Novo Repartimento là một đô thị thuộc bang Pará, Brasil. Đô thị này có diện tích 15398,627 km², dân số năm 2007 là 52206 người, mật độ 3,39 người/km².